# Маслов, Владимир Елисеевич
Владимир Елисеевич Маслов (11 июля 1933, Чутово, Полтавская область — 27 мая 2007, Кременчуг) — украинский советский педагог, 1965 — кандидат технических наук, 1969 — доцент, с 1985 года награждён орденом «Знак Почета», 1992 — заслуженный работник образования Украины, 1997 — профессор, 2003 — отличник образования Украины; 2005 — награждён нагрудным знаком Министерства образования и науки Украины «Пётр Могила», почётный гражданин города Кременчуга.

## Биография
В 1958 году закончил Харьковский авиационный институт. В течение 1959—1967 годов работал как инженер и старший инженер на авиационных предприятиях Иркутска и Харькова.
В 1967—1969 годах — декан Кировоградского института сельскохозяйственного машиностроения.
В течение 1969—1971 годов — декан Кременчугского общетехнического факультета Полтавского инженерно-строительного, в 1971—1974 — Харьковского автодорожного институтов.
С 1974 по 1997 год — директор и заведующий кафедрой электротехнических дисциплин Кременчугского филиала Харьковского политехнического института.
В 1997—2000 годах — ректор, одновременно заведующий кафедрой электротехники и электроники Кременчугского государственного политехнического университета, в 2000 году перестал быть заведующим кафедрой.
Советник ректора Кременчугского політнехнічного университета с 2002 по 2007 год.
Благодаря его усилиям была создана материально-техническая база Кременчугского политехнического университета.
Как профессор руководил кафедрой электротехники и электроники, возглавлял научную школу данного направления.
Как педагог подготовил 5 кандидатов технических наук, в его творческом багаже более 100 научных трудов.
Был членом учёного совета университета. В течение более 15 лет — депутат Кременчугского городского совета.